# Колона Святої Трійці
49°35′38.19″ пн. ш. 17°15′1.53″ сх. д. / 49.5939417° пн. ш. 17.2504250° сх. д.
Колона Святої Трійці — бароковий монумент у місті Оломоуць, Чехія, побудований у 1716—1754 роках на честь Святої Трійці. Основним призначенням монументу було прославляння католицької церкви й віри, зокрема, через вдячність за припинення епідемії чуми, яка вразила Моравію (нині східна частина Чехії, в якій лежить басейн річки Морави) між 1714 і 1716 роками. Колона також стала вираженням місцевого патріотизму, оскільки всі художники й майстри, що працювали над цим пам'ятником, були громадянами Оломоуця, і майже всі зображені святі були певним чином пов'язані з містом Оломоуць.

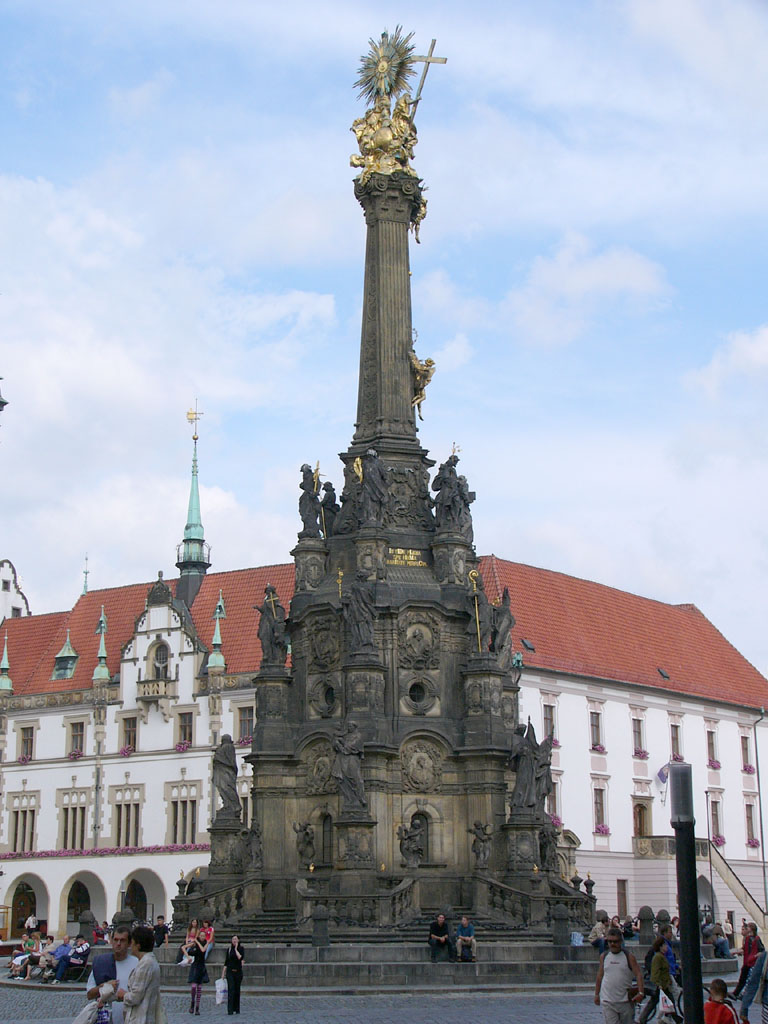

Колона Святої Трійці є найбільшою бароковою скульптурною групою в Чехії. У 2000 році її включили до списку об'єктів Світової спадщини ЮНЕСКО як видатний витвір центральноєвропейського бароко.

## Історія

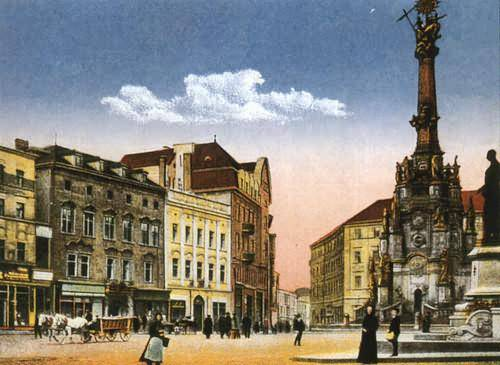
Історичне зображення Колони Святої Трійці на Верхній площі Оломоуця.

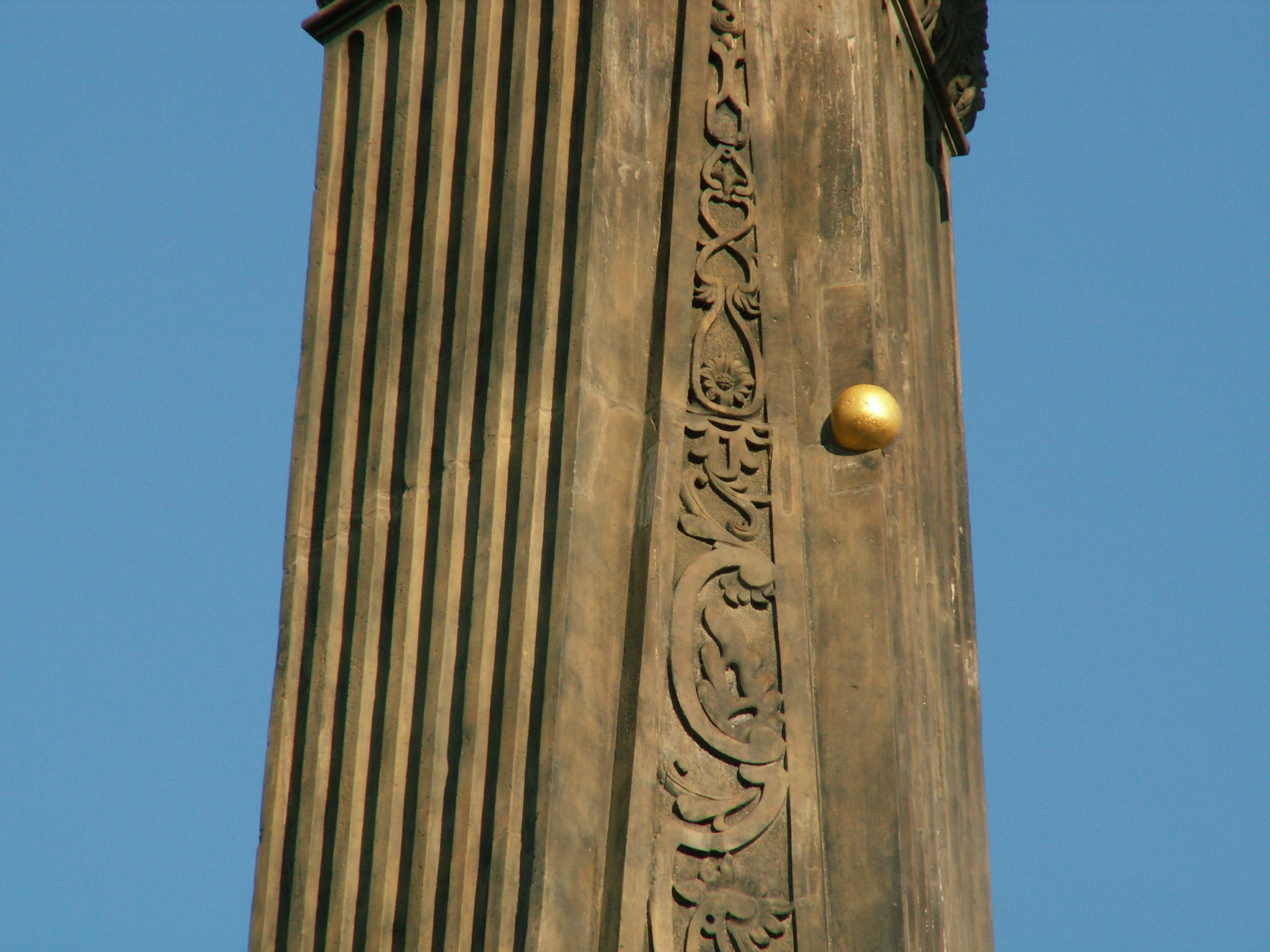
Позолочена копія гарматного ядра нагадує про обстріли колони з прусських гармат під час облоги Оломоуця у 1758 році.

Як відзначає ІКОМОС, зведення Маріїних (морових) колон на міських площах є винятково бароковим явищем. Їхня іконографія базувалася на книзі Апокаліпсиса, головним взірцем для них, як вважається, слугувала колона Базиліки Санта Марія Маджоре в Римі, побудована у 1614 році.
Колона Святої Трійці в Оломоуці стала кульмінацією у творчості кількох художників і майстрів, проте не всі з них дожили до завершення проєкту. Ідею створення колони висунув Венцель Рендер, каменяр і привілейований імператорський архітектор. Він представив проєкт міській раді і навесні 1717 року роботи розпочалися. Після смерті Венцеля Рендера, який брав участь у першому етапі робіт і допомагав їх фінансувати, проєкт продовжували Франц Тонек, Йоганн Венцель Рокицький і Августин Шольтц, проте вони також не побачили колону завершеною. Її завершив Йоганн Ігнацій Рокицький. На першому етапі робіт оздоблення колони скульптурами розпочав Філіп Саттлер. Після його смерті цю роботу продовжив Андреас Занер, він виконав 18 скульптур і 9 барельєфів за 7 років, і також помер. Золотар Симон Форстнер, який виконав позолочені скульптури Святої Трійці і Внебовзяття Богородиці, став певною мірою щасливцем і зміг завершити свою визначну роботу. Проте використання ртуті в процесі позолочення скульптур позначилося на його здоров'ї.
9 вересня 1754 року Колона Святої Трійці була урочисто освячена в присутності імператриці Марії Терезії і її чоловіка Франца I. Вона стала великою гордістю Оломоуця, оскільки всі, хто брав участь у її створенні, були громадянами міста.
Чотири роки потому, коли Оломоуць перебував в облозі прусської армії і колону Святої Трійці декілька разів обстрілювали з прусських гармат, жителі міста пішли ходою до прусського генерала з благаннями не стріляти в пам'ятник. Генерал Джеймс Кейт виконав їхнє побажання. Невдовзі після війни колону полагодили і на її шпилі закріпили копію гарматного ядра в тому місці, куди воно влучило, як нагадування про цю подію.

## Архітектура
Колона увінчана шпилем, на якому розташовані позолочені мідні скульптури Святої Трійці в супроводі архангела Гавриїла на верхівці і Успіння Пресвятої Богородиці під ним.
Основа колони складається з трьох рівнів, які оточені 18 кам'яними скульптурами святих і 14 барельєфами у вишуканих картушах. На верхньому рівні розташовані скульптури людей, пов'язаних із земним життям Ісуса Христа. Це постаті батьків його матері — святих Анни і Йоакима, названого батька Йосипа та Івана Хрестителя, який готував прихід Христа. На верхньому рівні також представлені скульптури святого Лаврентія і святого Ієроніма, на честь яких освячена каплиця в міській ратуші. Три барельєфи поміж скульптур представляють три богословські чесноти: Віру, Надію і Любов.
Середній рівень присвячений моравським і чеським святим. Тут представлені скульптури святих Кирила і Мефодія (проповідували християнство в Чехії в 863 році), святого Власія Севастійського (покровитель однієї з головних церков Оломоуця), святого Войцеха (покровитель Чехії), святого Яна Непомуцького і святого Яна Саркандера (під час будівництва ще не був канонізований).
На нижньому рівні розташовані скульптури святого Маврикія і святого Вацлава (покровитель Чехії) — цим святим присвячені дві церкви в Оломоуці; святого Флоріана (покровитель Австрії), святого Яна Капістрана (двічі був в Оломоуці), святого Антонія Падуанського (його ім'ям названо монастир в Оломоуці), святого Алоїза Гонзаги (покровитель студентів; статуя підкреслює, що Оломоуць є університетським містом). Між статуями розташовані барельєфи 12 апостолів.
Всередині Колони розташована невелика каплиця з барельєфами, на яких зображені брати Каїн і Авель, потоп, Ісаак і розп'яття Ісуса Христа. На тлі барельєфа з розп'яттям можна побачити зображення міст Єрусалим і Оломоуць.

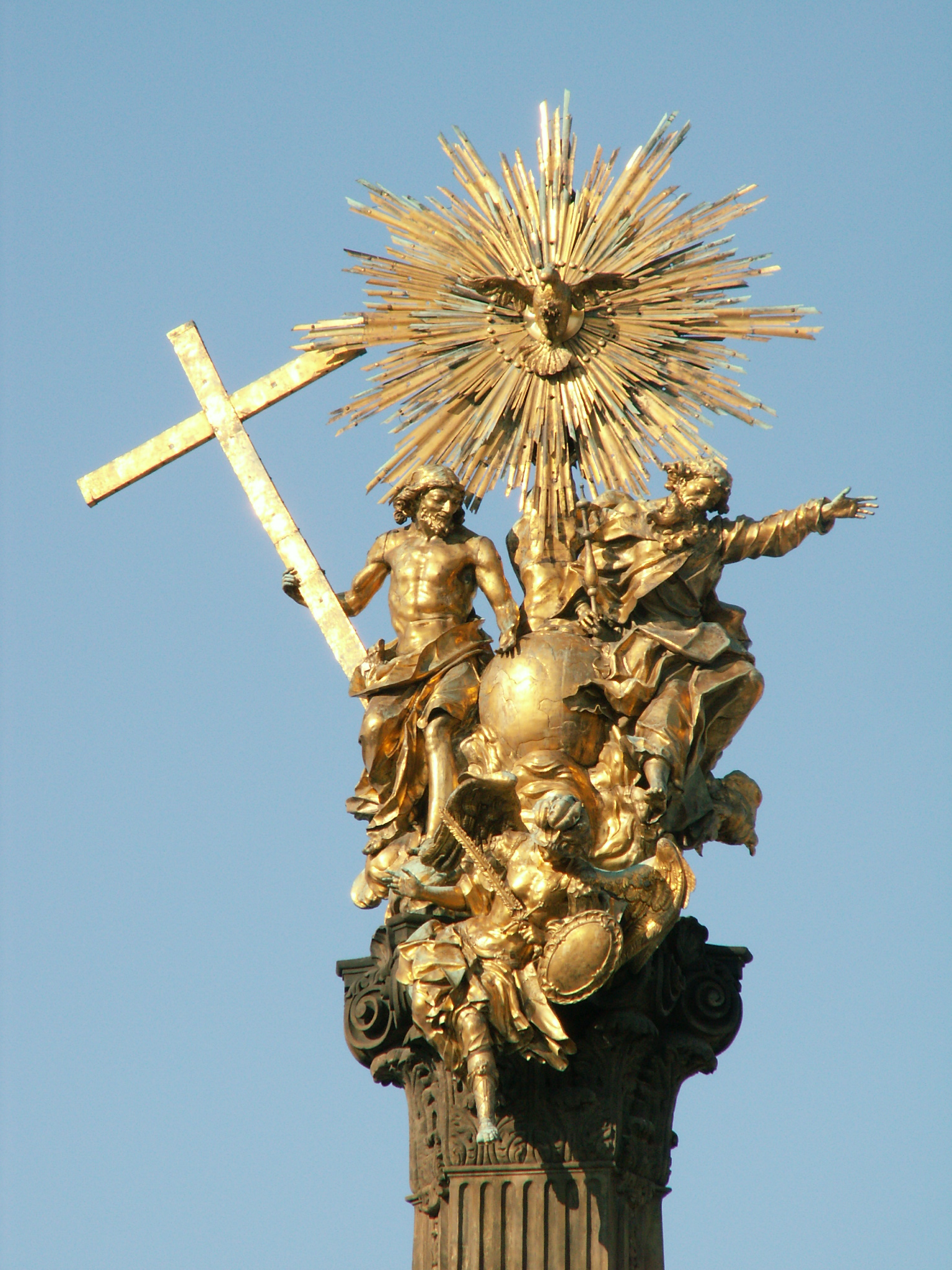
Позолочена статуя Святої Трійці з архангелом Гавриїлом на вершині колони.
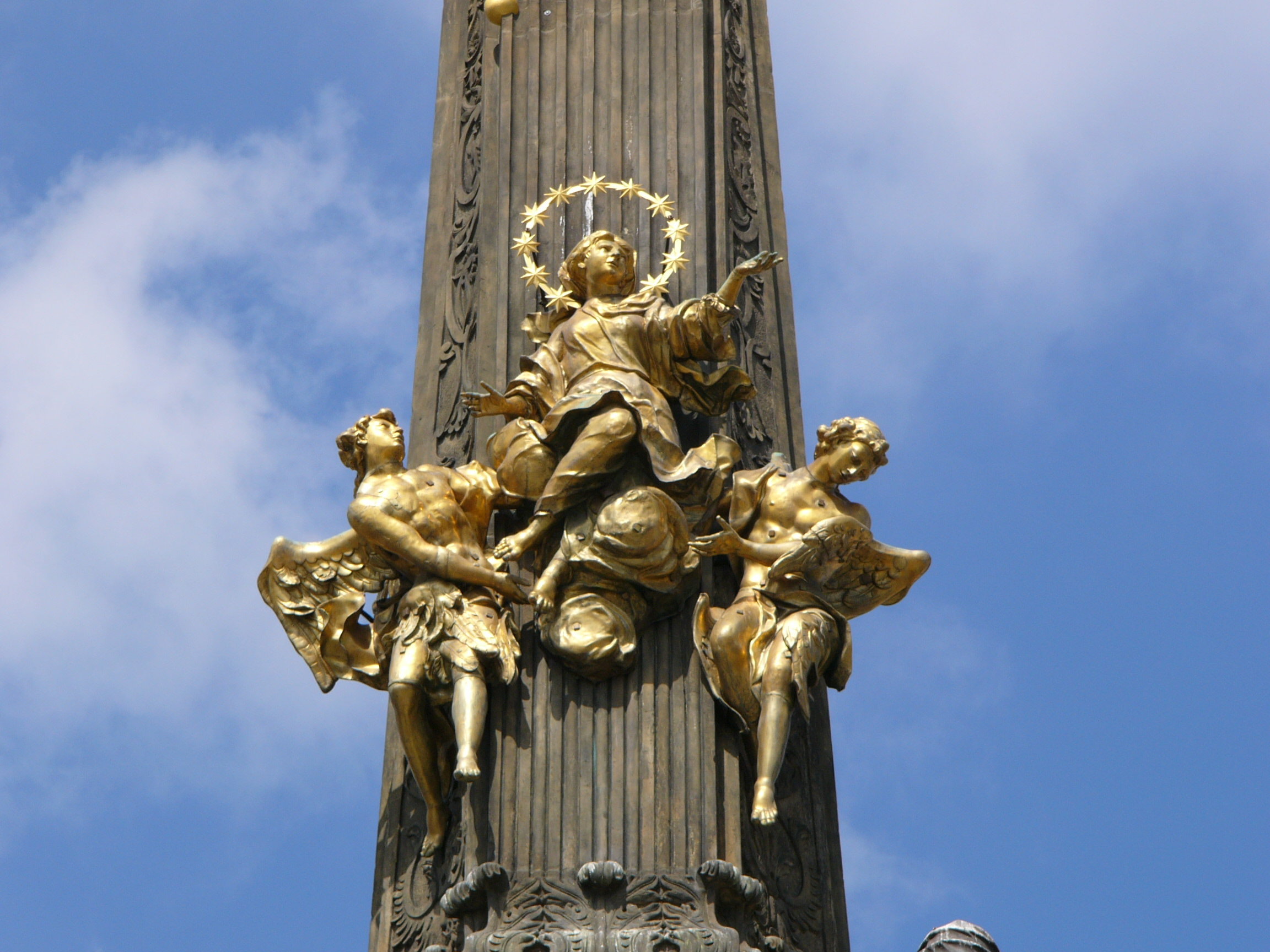
Успіння Богодиці на шпилі колони.
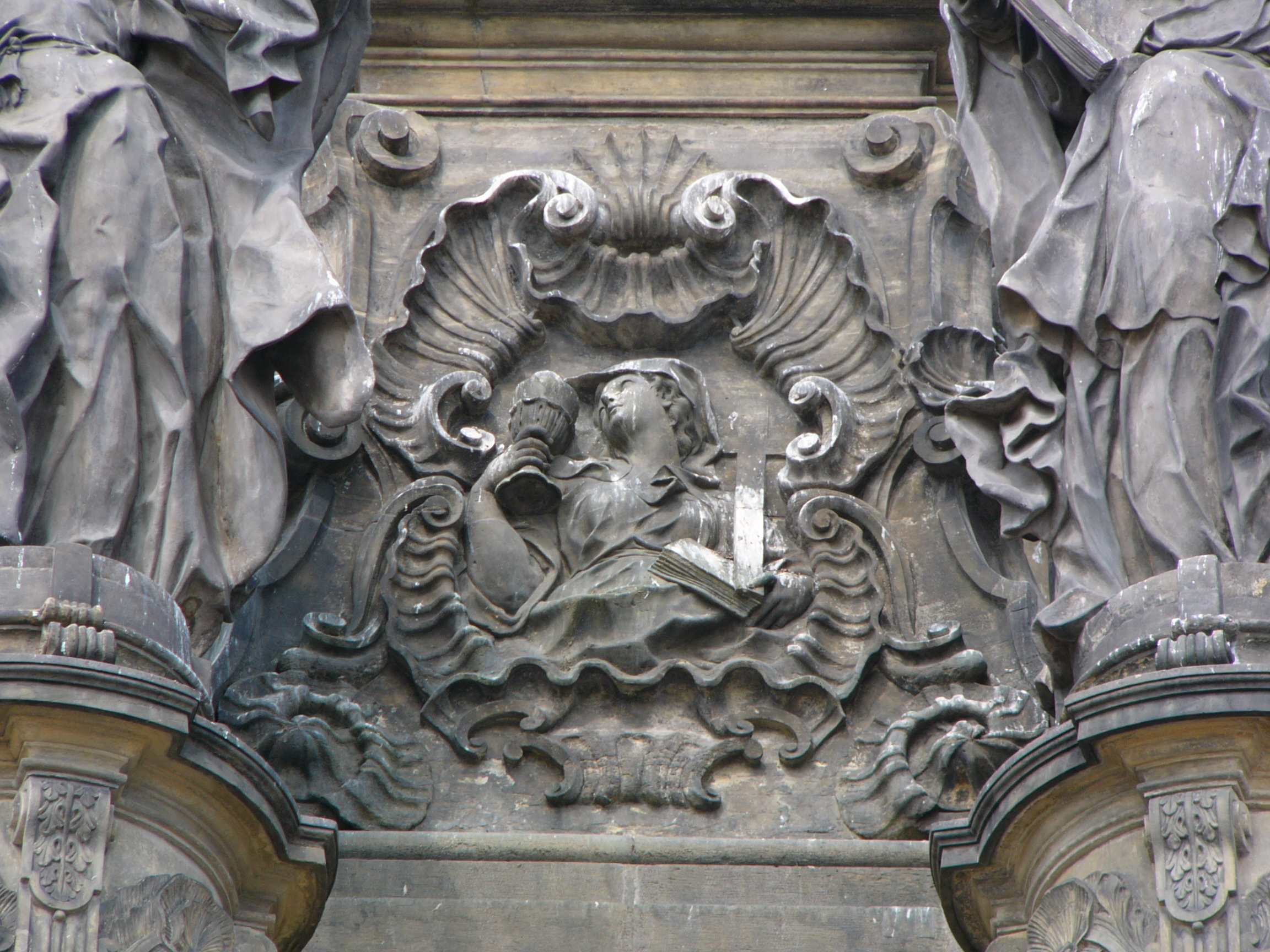
Віра, один з трьох барельєфів верхнього рівня.
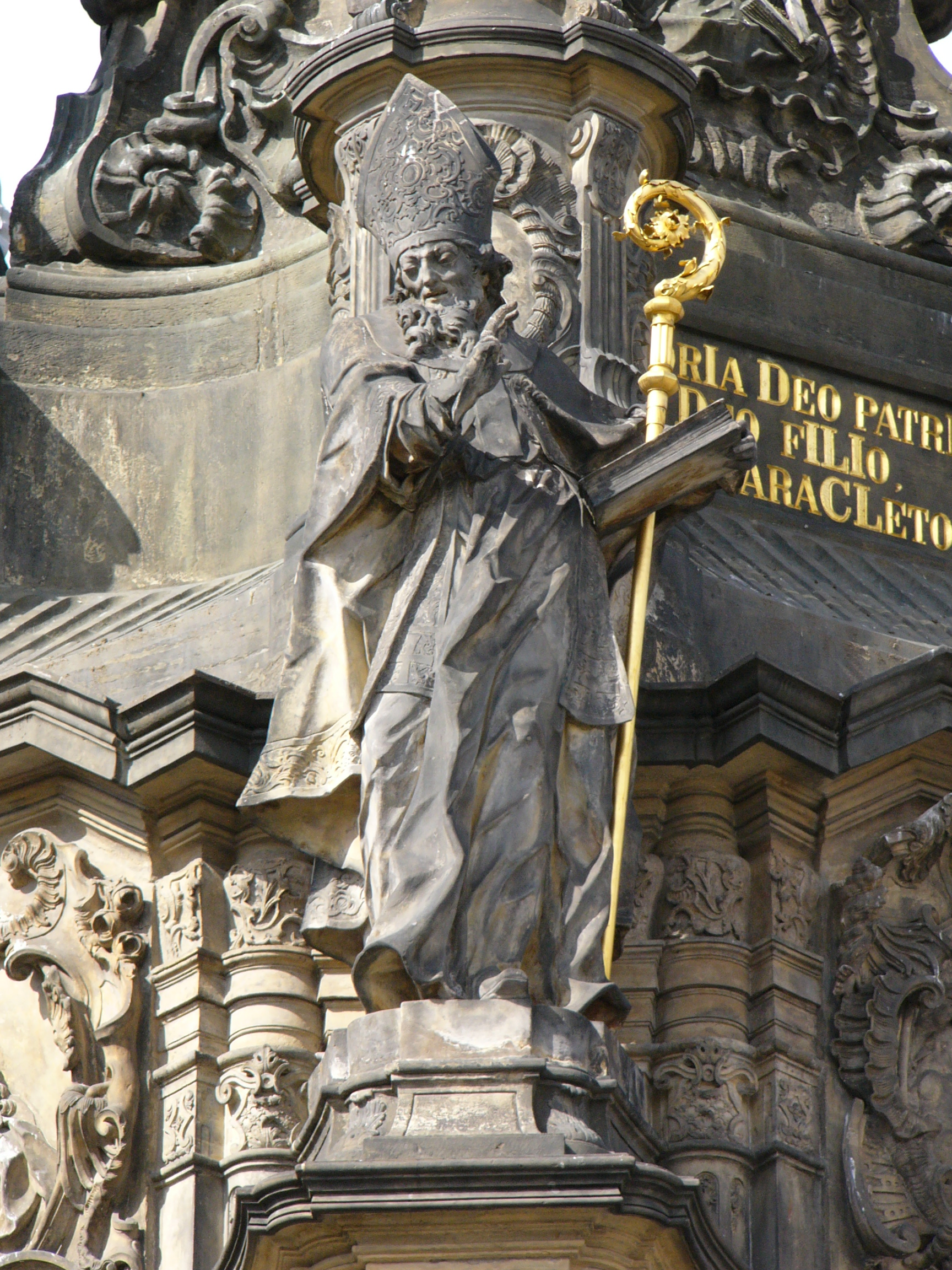
Постать Святого Мефодія на другому рівні.

## Хронограми

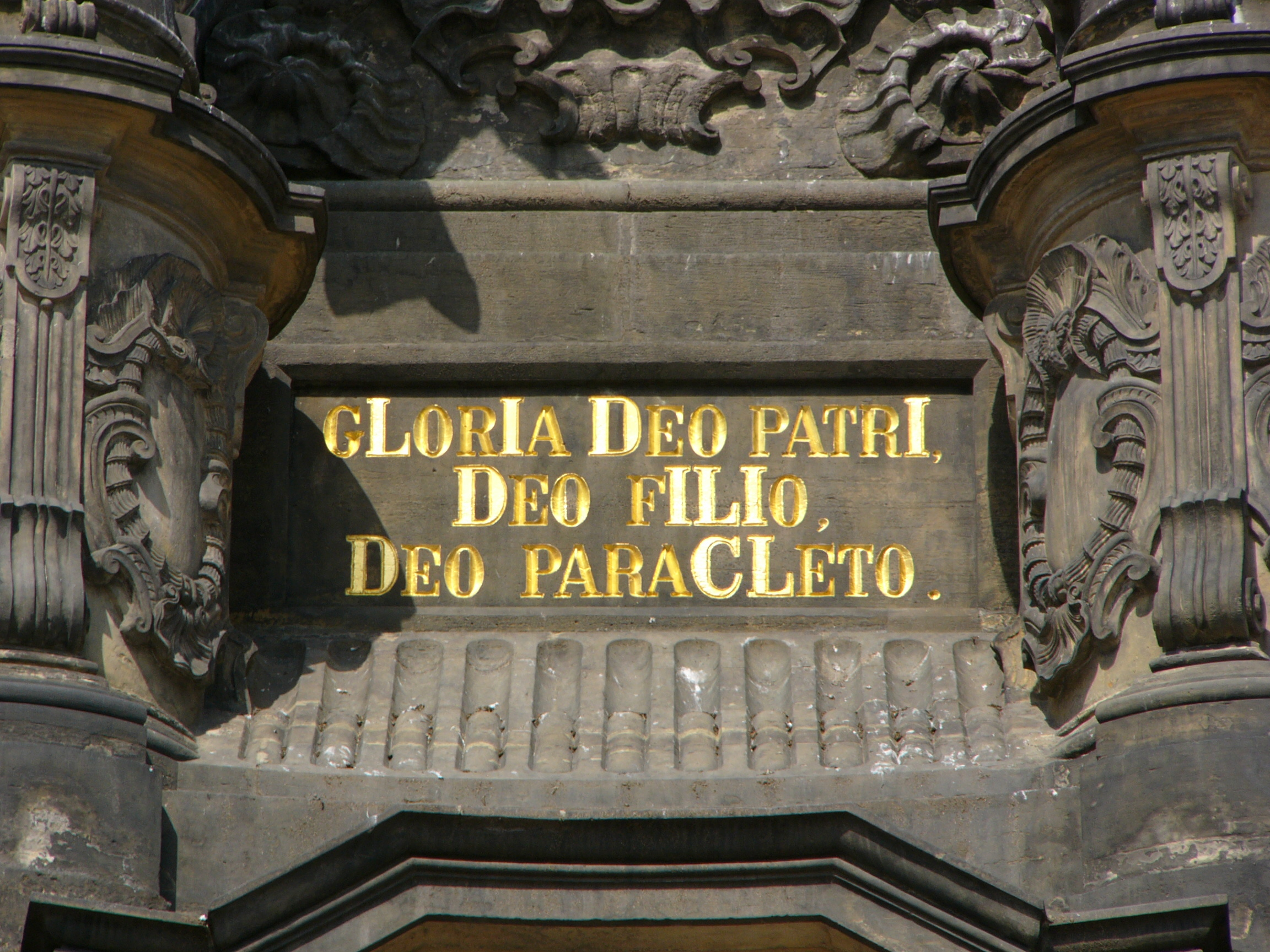
Хронограма на південній стороні колони.

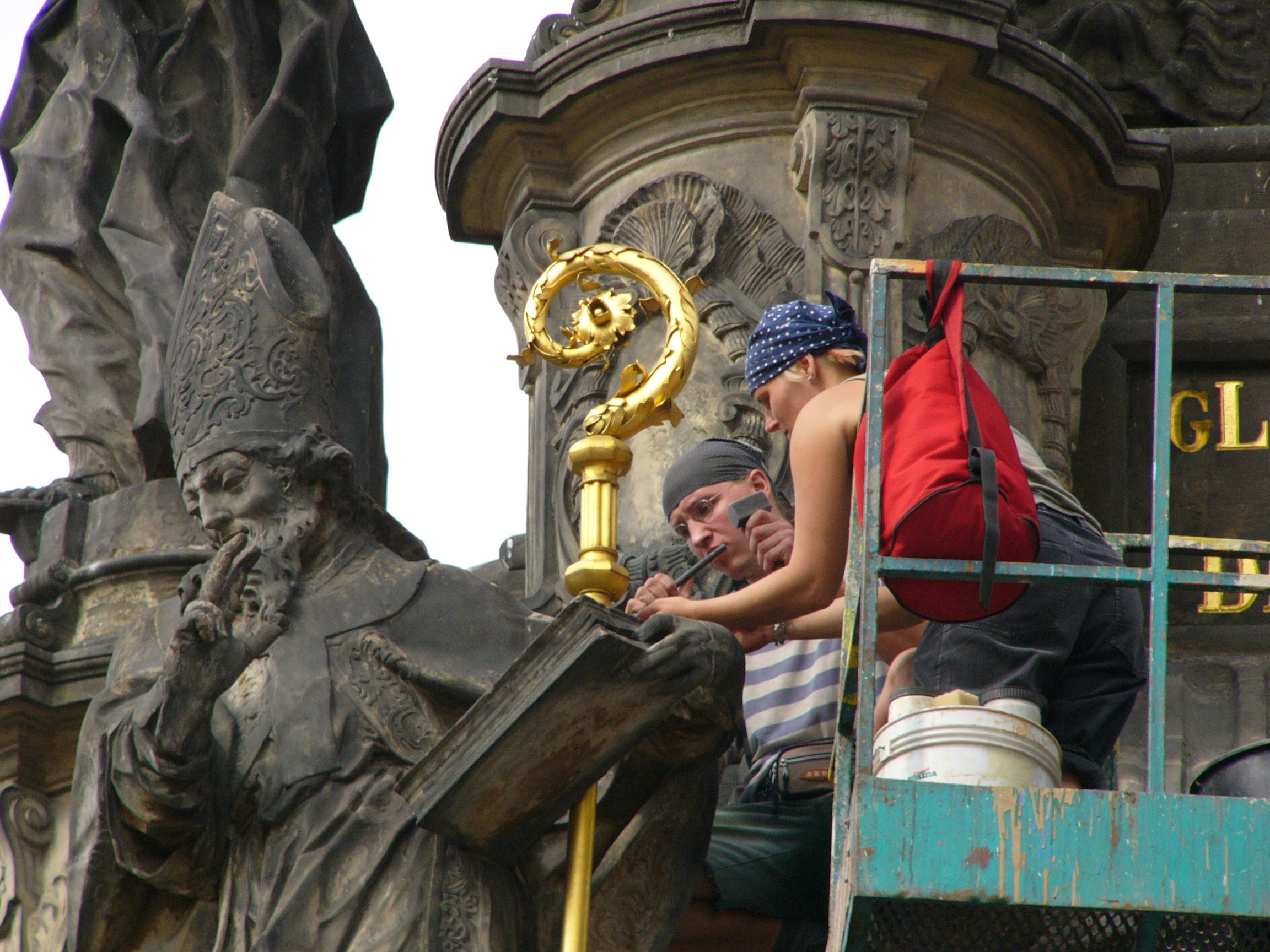
Консерваційні роботи, вересень 2006 року.

На Колоні знаходяться декілька хронограм. Великі літери в цих текстах ідентичні римським цифрам, які позначають рік завершення будівництва Колони Пресвятої Трійці.
- Хронограма на південній стороні під барельєфом святого Петра:

TRIVNI VEROQVE DEO
PRAESENTIBVS AVGVSTIS
FRANCISCO ATQVE THERESIA
COLOSSVS ISTE
A CARDINALE TROIER
CONSECRATVS 9. SEPT.
- Хронограма на південній стороні колони:

GLORIA DEO PATRI
DEO FILIO
DEO PARACLETO
- Хронограма на північно-східній стороні колони:

SACRATA SINT
EI SOLI
CORDA OMNIA
- Хронограма на північно-західній стороні колони:

IN FIDE PLENA
SPE FIRMA
CHARITATE PERFECTA